# Locus (theologie)
Locus (meervoud: loci): Latijn voor 'plaats', in theologie de plaats in een dogmatische verhandeling, waar een bepaald thema behandeld wordt, bijvoorbeeld: loci de Verba Dei = het hoofdstuk over de leer van het Woord van God. 
Incidenteel ook gebruikt voor `'loci`', plaatsen, Bijbelplaatsen, Bijbelteksten.